# Кедяров, Александр Петрович
Александр Петрович Кедяров (род. 24 декабря 1947 года, с. Янгличи, Канашский район, Чувашская АССР, РСФСР, СССР) — советский стрелок, заслуженный мастер спорта СССР (1973), заслуженный работник физической культуры и спорта Республики Беларусь (2000).
Семикратный чемпион СССР (1972, 1974, 1980), пятикратный чемпион Европы (1977, 1978, 1980) и семикратный чемпион мира (1973—1979), серебряный призёр летних Олимпийских игр 1976 года в личном и командном зачете, 8-кратный рекордсмен СССР, 7-кратный рекордсмен Европы и шестикратный рекордсмен мира в личном и командном зачете в составе команды СССР по стрельбе в упражнении «бегущий кабан».

## Биография
Воспитанник Порецкой школы-интерната. Окончил Белорусский институт физической культуры (1977). Работает главным тренером по пулевой стрельбе Белорусского комитета по физической культуре и спорту.